# Élections municipales de 2026 à Annecy
Pour des articles plus généraux, voir Élections municipales françaises de 2026 et Élections municipales de 2026 en Haute-Savoie.
Les élections municipales de 2026 à Annecy auront lieu en mars 2026. Elles visent au renouvellement du conseil municipal et du conseil communautaire de la communauté d'agglomération du Grand Annecy.

## Modalités du scrutin

### Dates
Ces élections se tiendront en mars 2026, les dates précises seront annoncées par décret au moins 3 mois avant le scrutin.

### Mode de scrutin
L'élection des conseillers municipaux et communautaires se déroule selon un scrutin de liste à deux tours avec prime majoritaire : les candidats se présentent en listes complètes avec la possibilité de deux candidats supplémentaires. Lors du vote, on ne peut faire ni adjonction, ni suppression, ni modification de l'ordre de présentation des listes. Chaque bulletin de vote comporte deux listes : une liste de candidats aux seules élections municipales et une liste de ceux également candidats au conseil communautaire.
Le nombre de sièges à pourvoir au conseil municipal d'Annecy devrait normalement correspondre à celui des communes dont la population est comprise entre 100 000 et 150 000 habitants, soit 55 sièges. Toutefois, ayant fusionné avec les communes d'Annecy-le-Vieux, Cran-Gevrier, Meythet, Pringy et Seynod au 1er janvier 2017, la commune d'Annecy bénéficie du régime particulier des communes nouvelles pour les trois renouvellements du conseil municipal suivant la fusion. En application de ce régime spécial, le conseil municipal d'Annecy est donc composé de 69 sièges.
Les conseillers municipaux sont élus au suffrage universel direct pour une durée de mandat de six ans. L'élection se termine au premier tour en cas de majorité absolue. Le cas échéant, un second tour a lieu. Les listes qui ont obtenu au moins 10 % des suffrages exprimés au premier tour peuvent se présenter au second. Les candidats des listes qui ont obtenu plus de 5 % des suffrages exprimés au premier tour peuvent rejoindre une autre liste.
La liste ayant obtenu le plus de voix se voit attribuer la moitié des sièges, arrondie à l'entier supérieur si nécessaire. Ainsi, la liste majoritaire obtiens automatiquement 35 sièges. Les 34 sièges restants sont attribués à la représentation proportionnelle à la plus forte moyenne aux listes ayant obtenu au moins 5 % des suffrages exprimés au second tour (ou au premier tour en cas de tour unique).

## Contexte

### Scrutin précédent
Les élections municipales de 2020 ont été marquées par une abstention massive en raison de la pandémie de Covid-19, la participation lors du  1er tour s'étant effondrée de 50 % en 2014 à 36 % en 2020.
Sur le plan local, la liste d'union du Parti socialiste, d'Europe Écologie - Les Verts et du Parti communiste, menée par François Astorg, et ralliée au 2e tour par la liste de la macroniste dissidente Frédérique Lardet, parvient à ravir la mairie avec seulement 27 voix d'avance au maire sortant Jean-Luc Rigaut, elle obtient ainsi 55 sièges. 
La liste de droite et du centre réunissant l'UDI, la République en Marche, les Républicains, le Modem et Agir, qui était donc menée par le maire sortant, est reléguée au rôle d'opposition et n'obtient que 15 sièges.
Enfin, la liste divers gauche conduite par Denis Duperthuy prend les 3 derniers sièges du conseil municipal.
Le Rassemblement national ne parvient pas à conserver ses 4 sièges, la liste n'ayant pas atteint les 10% au 1er tour et n'ayant pas fusionné avec une autre liste pour le 2d. 

### Contexte politique local
Le 16 mai 2025, François Astorg, maire sortant, annonce qu'il ne se briguera pas un second mandat lors des municipales de 2026.

## Candidatures déclarées
Le 13 août 2025, le parti radical annonce via un communiqué que Thomas Meszaros, conseiller municipal d'opposition et actuel vice-président en charge de l’enseignement supérieur, de la recherche et du développement à l’Agglomération du Grand Annecy, sera candidat.

## Sondages
Tout sondage d'opinion est affecté par une marge d'erreur.
Une couleur arbitraire est associée à chaque institut de sondage ; ces couleurs sont une aide visuelle et ne correspondent pas à une tendance politique.

### Premier tour
| Source                                                              | Date de réalisation | Échantillon | NFP                | RE - UDI - LR | REC - UDR - RN |
| Source                                                              | Date de réalisation | Échantillon | NFP                | Armand        | Roit-Lévêque   |
| ------------------------------------------------------------------- | ------------------- | ----------- | ------------------ | ------------- | -------------- |
| Source                                                              | Date de réalisation | Échantillon |                    |               |                |
| François Astorg annonce qu'il ne se représentera pas (16 mai 2025). |                     |             |                    |               |                |
| Ifop                                                                | 15-23 avril 2025    | 603         | 33 Astorg          | 46            | 21             |
| Ifop                                                                | 15-23 avril 2025    | 603         | 32 Mulatier-Gachet | 47            | 21             |

N.B. :
- en gras sur fond blanc les candidats qualifiés au second tour dans le sondage.

## Résultats
|                          |                 |       |              |              |             |             |        |        |  |
| Tête de liste            | Tête de liste   | Liste | Premier tour | Premier tour | Second tour | Second tour | Sièges | Sièges |  |
| Tête de liste            | Tête de liste   | Liste | Voix         | %            | Voix        | %           | CM     | CC     |  |
|                          | Thomas Meszaros | PRV   |              |              |             |             |        |        |  |
|                          |                 |       |              |              |             |             |        |        |  |
|                          |                 |       |              |              |             |             |        |        |  |
|                          |                 |       |              |              |             |             |        |        |  |
|                          |                 |       |              |              |             |             |        |        |  |
| Votes valides            |                 |       |              |              |             |             |        |        |  |
| Votes blancs             |                 |       |              |              |             |             |        |        |  |
| Votes nuls               |                 |       |              |              |             |             |        |        |  |
| Total                    | Total           | Total |              | 100          |             | 100         | 69     | 47     |  |
| Abstention               |                 |       |              |              |             |             |        |        |  |
| Inscrits / participation |                 |       |              |              |             |             |        |        |  |